# غايل ساندوفال
غايل ساندوفال (بالإسبانية: Walter Gael Sandoval)‏ هو لاعب كرة قدم مكسيكي، ولد في 5 نوفمبر 1995 في غوادالاخارا في المكسيك. لعب مع نادي خواريز.

## وصلات خارجية
- غايل ساندوفال على موقع قاعدة بيانات كرة القدم.إي يو (الإنجليزية)
- غايل ساندوفال على موقع Soccerway.com (الإنجليزية)
- غايل ساندوفال على موقع عالم كرة القدم.نت (الإنجليزية)
- غايل ساندوفال على موقع AS.com (الإسبانية)